# Colonizzatori (X-Files)
I Colonizzatori sono una razza aliena e antagonista principale della serie televisiva di fantascienza X-Files.

## Storia
Originariamente abitanti del pianeta Terra, lo abbandonarono prima dell'ultima glaciazione. Fuggiti, continuarono a monitorare senza farsi scorgere dai terrestri fino a quando nel 1947, a causa di un'esposizione alla magnetite, un UFO si schiantò a Roswell, nel Nuovo Messico e gli extraterrestri vennero catturati. È qui che nacque il Consorzio.
Venne stipulato un accordo con gli extraterrestri che offrirono la loro collaborazione per la creazione di un ibrido umano-alieno che avrebbe aiutato gli invasori nella colonizzazione, ottenendo in cambio la tecnologia aliena e la promessa che i membri del Consorzio sarebbero stati gli unici umani a sopravvivere all'invasione. In segreto i membri del Consorzio stesso tentarono di sviluppare un vaccino contro il virus alieno, all'insaputa dei colonizzatori.

## Biologia
Morfologicamente identici ai grigi una volta raggiunta la forma matura, durante la loro infanzia hanno le sembianze di rettili. Il loro sangue contiene un virus capace di infettare qualunque forma di vita ne venga in contatto. Appena entrata in contatto con il virus alla persona rimangono 96 ore, passate le quali nasce al suo interno un nuovo alieno e l'umano muore.
Alcune razze come gli ibridi, i cloni e i mutaforma, hanno invece un sangue verde che contiene un retrovirus corrosivo e letale (trasforma il sangue umano in gelatina) per gli esseri umani. Il freddo intenso riesce a combattere l'azione mortale del virus.

## Ibridi umani-alieni
Negli anni immediatamente successivi alla Seconda Guerra Mondiale fu tentata la creazione di un ibrido alieno-umano. Se ne occuparono scienziati nazisti e membri dell'Unità 731, fuggiti o portati negli Stati Uniti dopo la fine del conflitto. Questi esperimenti si risolsero in un fallimento.
I Colonizzatori decisero allora di provare a ricorrere al processo di clonazione per creare gli ibridi richiesti. Fra le persone clonate per questo esperimento c'erano Samantha Mulder, Kurt Crawford, Ernest Calderon, ed il medico William Secare.
Solo Takeo Ishimaru (alias Shiro Zama), scienziato giapponese a capo dell'Unità 731, riuscì a creare degli ibridi, che non sopravvissero perché troppo deboli. I suoi due nomi derivano dalla fusione del nome del vero capo dell'Unità 731: il dr. Shiro Ishi.
Cassandra Spender, madre di Jeffrey e moglie dell'Uomo che fuma, venne trasformata, con un processo sconosciuto, in un ibrido umano-alieno senza averla clonata. La donna ha sempre pensato erroneamente di essere un'emissaria di alieni buoni, scoprendo la verità poco prima di morire. Anche tutti i membri del Consorzio periranno uccisi da alcuni ribelli alieni.

## Abilità
Sono capaci di mutare a piacimento la loro forma e sono dotati del potere di guarire malattie come il cancro e ferite d'arma da fuoco, e di risvegliare dal coma.

## Ribelli
Più avanti si scopre che esiste una seconda fazione di Colonizzatori sulla Terra, che si oppone alla fazione alleata con il Consorzio, probabilmente formata da una diversa specie extraterrestre, o forse da Colonizzatori non infettati dal virus Olio Nero. I Ribelli si riconoscono per il loro aspetto grottesco: tutti gli orifizi del loro viso sono chiusi, cuciti, per evitare di contrarre il virus Olio Nero. Portano armi appuntite che possono incenerire in un attimo un essere umano.
Sebbene il Consorzio diventi nemico dei Ribelli, essendo alleato con i Colonizzatori, anche i Ribelli tentano di impedire ai Colonizzatori di trovare l'ibrido umano-alieno che è stato creato. Anche avendo la possibilità di eliminare l'ibrido (Cassandra Spender), i Ribelli scelgono di lasciarla vivere sperando che il Consorzio si ribelli ai Colonizzatori. I Ribelli si comportano in questo modo per infiltrarsi nel Consorzio ed avere la possibilità di combattere i Colonizzatori. Tuttavia, viene deciso che combattere i Colonizzatori sarebbe inutile. A questo punto un vaccino che funzioni del tutto non è ancora stato messo a punto; decidono perciò che la cosa migliore da fare è tornare allo scopo originale e sostituire l'ibrido dei Colonizzatori. Prima che questo possa essere fatto i Ribelli distruggono tutto il Consorzio, tranne qualcuno come Cassandra Spender, il solo ibrido umano-alieno riuscito. Lo fanno allo scopo di ritardare l'invasione.
Krycek fomenta la guerra tra Ribelli e Colonizzatori aiutando i Ribelli nel loro ultimo obiettivo.

## Super Soldati
Dato che quasi tutti i membri del Consorzio sono morti, i Colonizzatori decidono di non avere più bisogno della collaborazione degli umani. Tuttavia essi iniziano a utilizzare dei Rimpiazzi Umani, i "Super Soldati" che i Colonizzatori hanno iniziato a creare segretamente sin dal tempo della Guerra del Golfo. Per creare i Super Soldati i Colonizzatori infettano gli umani con una nuova versione del loro virus, che distrugge lentamente il corpo dell'ospite per poi rimodellarlo. I Super Soldati hanno sangue di colore rosso ma si possono identificare per via di una sporgenza alla base del collo dovuta alla presenza di una vertebra metallica che, finché rimane integra, permette loro di rigenerare il proprio corpo indefinitamente. Possono essere uccisi solo colpendo proprio questa sporgenza con un corpo affilato e realizzato in magnetite. I Super Soldati sono notevolmente migliori rispetto ai primi esemplari ibridi, e forse persino dei cacciatori di taglie. Sebbene non siano dotati della capacità di cambiare forma e aspetto, essi sono praticamente inarrestabili. Sono in grado di sopravvivere alla decapitazione e sono dotati di una forza incredibile. I Super Soldati occupano le posizioni di potere prima occupate dagli esponenti del Consorzio, e fanno raramente uso di cospiratori umani. Con la fine della serie essi hanno rimpiazzato tutte le precedenti incarnazioni dei Colonizzatori, così come quelle del Consorzio. Attualmente stanno presumibilmente dando la caccia a Mulder e Scully, e contemporaneamente si preparano all'invasione finale.